# Eutelia strigilipennis
Eutelia strigilipennis là một loài bướm đêm trong họ Noctuidae.